# Mikael von Törne (1726–1796)
Mikael von Törne, född 22 juni 1726 i Åkarp i Gislövs socken, Skåne, död 16 maj 1796 på Ekensberg i Överenhörna socken, Södermanland, var en svensk militär och ämbetsman. Han var far till landshövdingen Mikael von Törne.
von Törne blev student vid Lunds universitet 1739, volontär vid adelsfaneregementet 1742, livdrabant 1747, kapten i armén 1755 och korpral vid livdrabantkåren 1762 (med tur från 1760), samt överstelöjtnant vid Bohusläns dragonregemente 1771 och vid Västgöta kavalleriregemente samma år. Han var landshövding i Älvsborgs län 1775–1785.

## Utmärkelser
- Riddare av Svärdsorden, 23 november 1767